# Hlubi
Les Hlubi (ou AmaHlubi) sont un groupe ethnique bantou d’Afrique australe, la majorité de la population se trouvant dans les provinces du KwaZulu-Natal et du Cap oriental en Afrique du Sud.

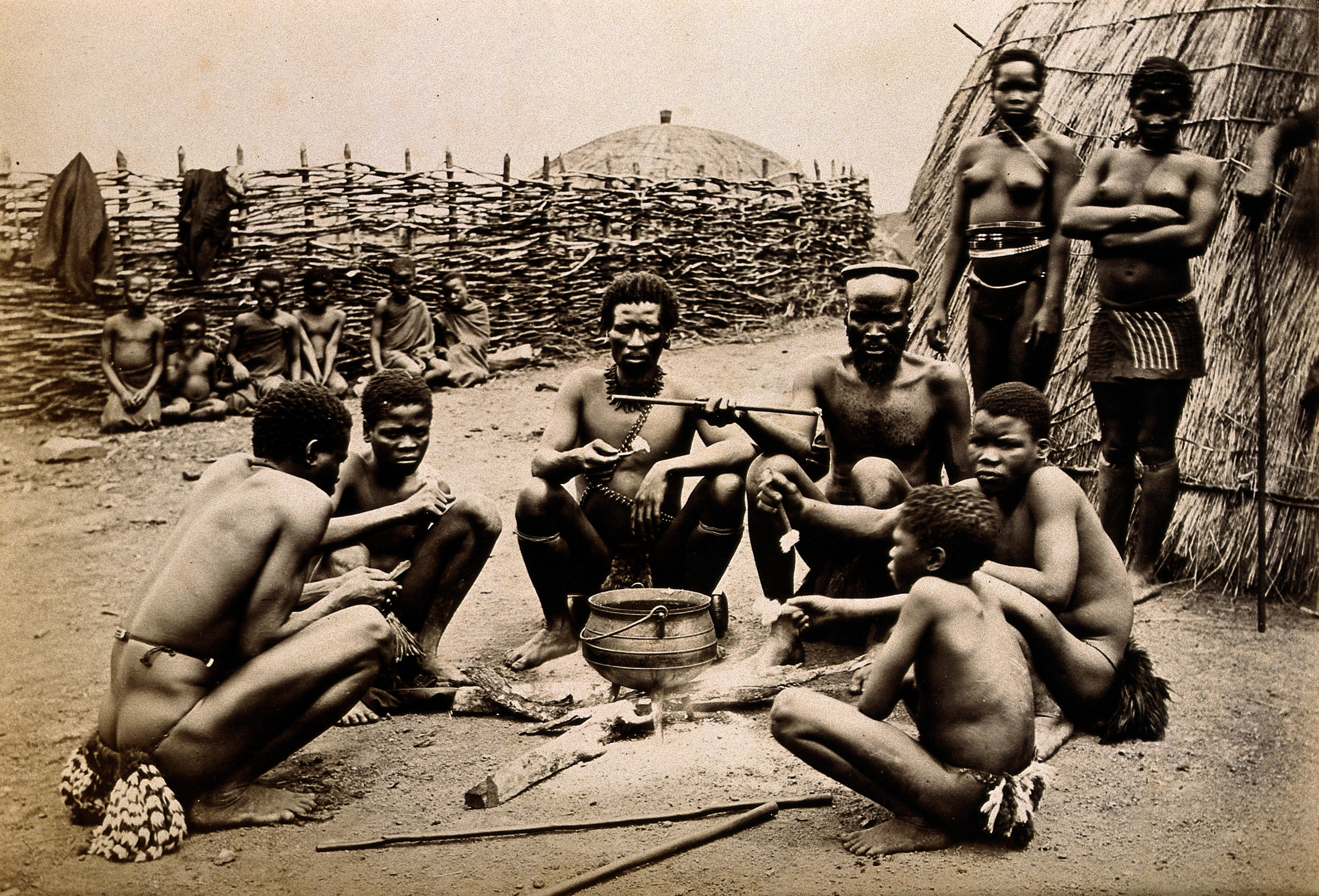
Hlubi dans leur kraal près de Pietermaritzburg, XIXe siècle

## Ethnonymie
| Singulier (une personne hlubi) | iHlubi   |
| Pluriel (le peuple hlubi)      | amaHlubi |
| Langue (la langue hlubi)       | isiHlubi |

## Histoire
Les Hlubi parlent un dialecte proche de la langue swazi, une des langues Tekela de la branche des Nguni dans la famille linguistique du Niger-Congo. Ce dialecte est de nos jours très menacé, la plupart des locuteurs Hlubi étant âgés et analphabètes. Il y a toutefois quelques tentatives d'intellectuels pour le conserver et en faire l’une des onze langues reconnues d'Afrique du Sud.

## Liste des rois des Hlubi
Ci-dessous, un récapitulatif de tous les rois Hlubi ayant régné depuis 1300 jusqu'à nos jours. Noter que l'histoire de ce peuple a été principalement transmise sous forme orale et que  pour les dates les plus anciennes les données peuvent être partiellement erronées. 
| Roi                                                              | Règne     |
| ---------------------------------------------------------------- | --------- |
| Chibi                                                            | 1300–1325 |
| Lubelo                                                           | 1325–1350 |
| Busobengwe (Bhungane I)                                          | 1350–1370 |
| Fulathel’ilanga                                                  | 1370–1390 |
| Bhele                                                            | 1390–1410 |
| Lufelelwenja                                                     | 1410–1430 |
| Sidwaba (Nkomo)                                                  | 1430–1450 |
| Mhuhu                                                            | 1450–1475 |
| Mpembe                                                           | 1475–1500 |
| Mhlanga                                                          | 1500–1525 |
| Musi                                                             | 1525–1550 |
| Masoka                                                           | 1550–1575 |
| Ndlovu                                                           | 1575–1600 |
| Dlamini                                                          | 1600–1625 |
| Mthimkhulu I                                                     | 1625–1650 |
| Ncobo                                                            |           |
| Rhadebe                                                          | –1675     |
| Dlomo I                                                          | 1675–1710 |
| Mashiya                                                          | 1710–1720 |
| Ntsele                                                           | 1735–1760 |
| Bhungane II                                                      | 1760–1800 |
| Mthimkhulu II (Ngwadlazibomvu)                                   | 1800–1818 |
| Mpangazitha (Pakalita)                                           | 1818–1825 |
| Mahwanqa (Regent)                                                | 1825–1839 |
| Dlomo II and later, Mthethwa (commonly known as Langalibalele I) | 1839–1889 |
| Siyephu (Mandiza)                                                | 1897–1910 |
| Tatazela (Mthunzi)                                               | 1926–1956 |
| Muziwenkosi (Langalibalelle ll)                                  | 1974 –    |